# باغ کمش
باغ کُمِش یا باغکُمِش، مرکز دهستان باغ کمش و روستایی از توابع بخش مرکزی شهرستان پردیس در استان تهران ایران است.

## جمعیت
این روستا در دهستان باغ کمش قرار دارد و براساس سرشماری مرکز آمار ایران در سال ۱۳۹۵، جمعیت آن ۲،۵۶۶ نفر (۷۵۰ خانوار) بوده‌است.